# Бенк-стріт (Мангеттен)
Бенк-стріт (англ. Bank Street) — переважно житлова вулиця в районі Вест-Вілледж району Гринвіч-Вілледж у боро Мангеттен у Нью-Йорку. Проходить на загальну довжину близько 725 метрів від Вест-стріт, перетинаючи Вашингтон-стріт і Грінвіч-стріт, до Гадсон-стріт і Блікер-стріт, де його перериває ігровий майданчик Блікер, на північ від якого розташована площа Абінгдон, потім вона переходить в Грінвіч-авеню, перетинаючи захід 4-ї вулиці та Веверлі-плейс. По цій вулиці з одностороннім рухом рух транспорту проходить із заходу на схід. Як і на кількох інших вулицях зі сходу на захід у Фар-Вест-Віллідж, три квартали на захід від Хадсон-стріт вимощені бруківкою.

## Історія
Педагогічний коледж Бенк-стріт, який був заснований у 1916 році як Бюро освітніх експериментів, знаходився на Бенк-стріт з 1930 по 1970 рік. Він досі зберігає свою назву, але більше не знаходиться там.
Колись на Бенк-стріт жила Грейс Джонс за номером 166.
Колишня штаб-квартира Лабораторії Белла, нині національна історична пам'ятка, займала комплекс Вестбет під номером 155 на північній стороні Бенк-стріт. Зараз у цьому комплексі розташована Вестбетська спільнота художників, де проживала велика кількість відомих художників. Він також надає кілька просторів для виконання.